# 화이트데이: 부서진 결계
《화이트데이: 부서진 결계》는 2021년에 개봉한 대한민국의 공포 영화이다. 2019년 7월 31일 영화화 계획이 수립되었고, 2019년 8월에 본격적으로 촬영에 돌입하여 같은 해 10월에 촬영을 마쳤다. 원작은 손노리에서 제작한 공포 게임 화이트데이: 학교라는 이름의 미궁이다.

## 캐스팅
- 찬희 : 이희민 역
- 박유나 : 한소영 역
- 이혜란 : 김성아 역
- 장솜이 : 유지민 역
- 장광 : 퇴마사 역
- 김우린 : 나경민 역